# M/S Finlandia (2001)
M/S Finlandia är en kryssningsfärja som trafikerar för Eckerö Line mellan Helsingfors och Tallinn. Fartyget byggdes 2001 som Moby Freedom av Daewoo Shipbuilding & Marine Engineering i Sydkorea för Moby Lines och trafik i Medelhavet. 
Moby Freedom såldes 2 februari 2012 till Eckerökoncernens moderbolag Rederiaktiebolaget Eckerö, fartyget byggdes om vid Öresundsvarvet i Landskrona med bland annat nya propellrar och isförstärkt skrov. En namntävling hölls i Finland och Estland vilken resulterade i att fartyget 14 juni gavs namnet Finlandia. På nyårsafton den 31 december 2012 sattes Finlandia i trafik och ersatte rederiets tidigare fartyg på linjen M/S Nordlandia.

## Galleri

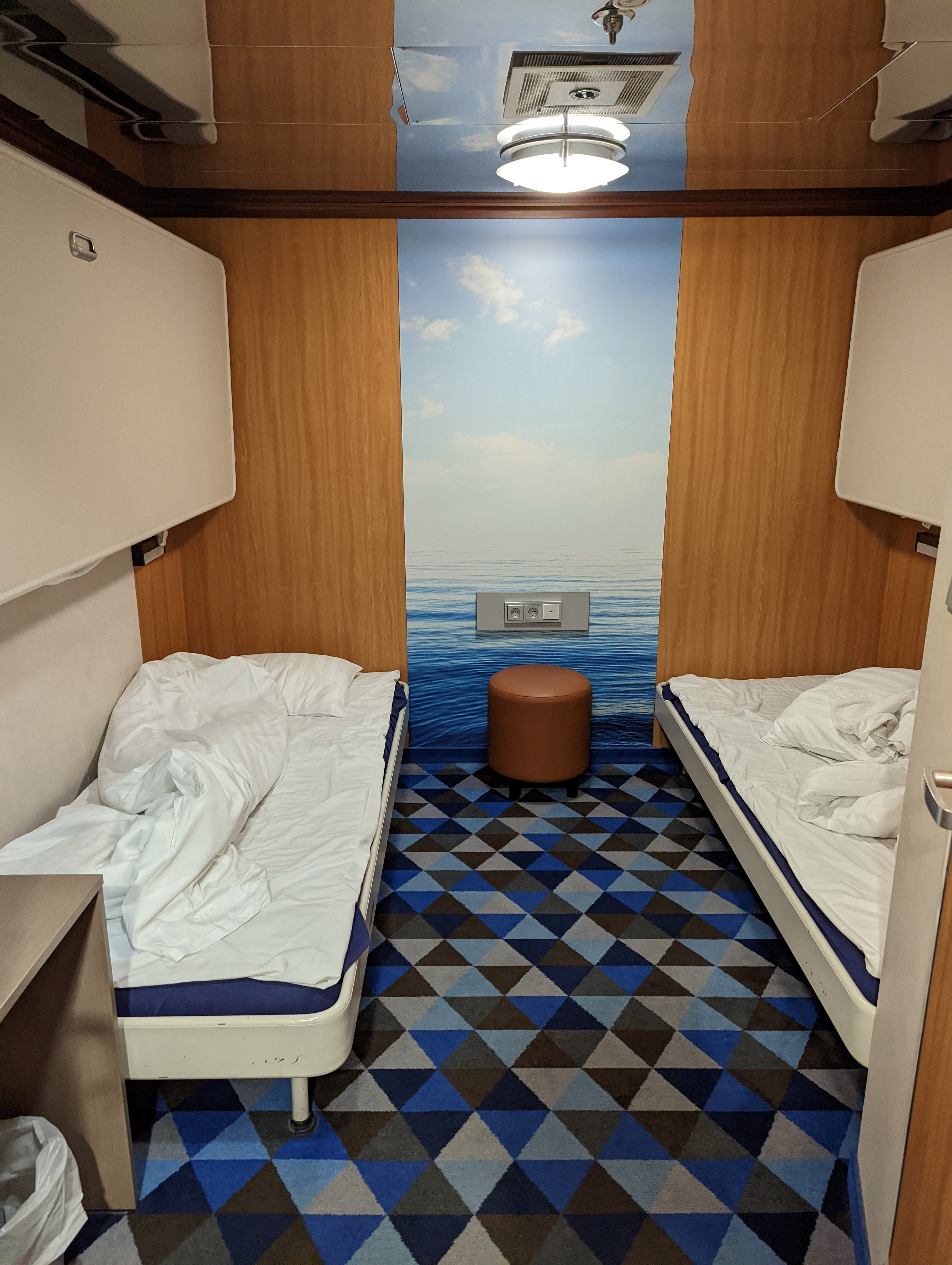
Fyra personer innerhytt
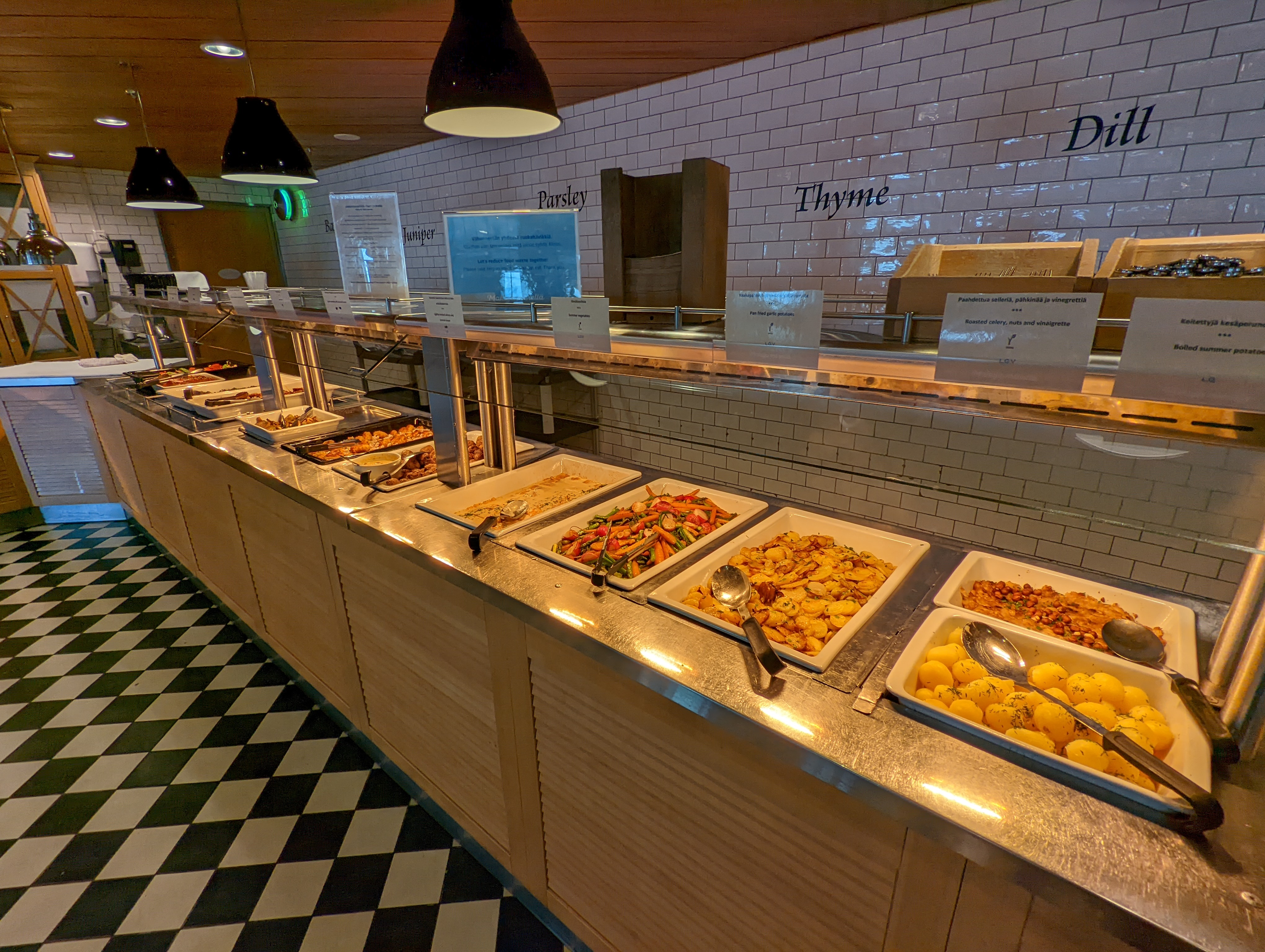
Buffet Eckerö
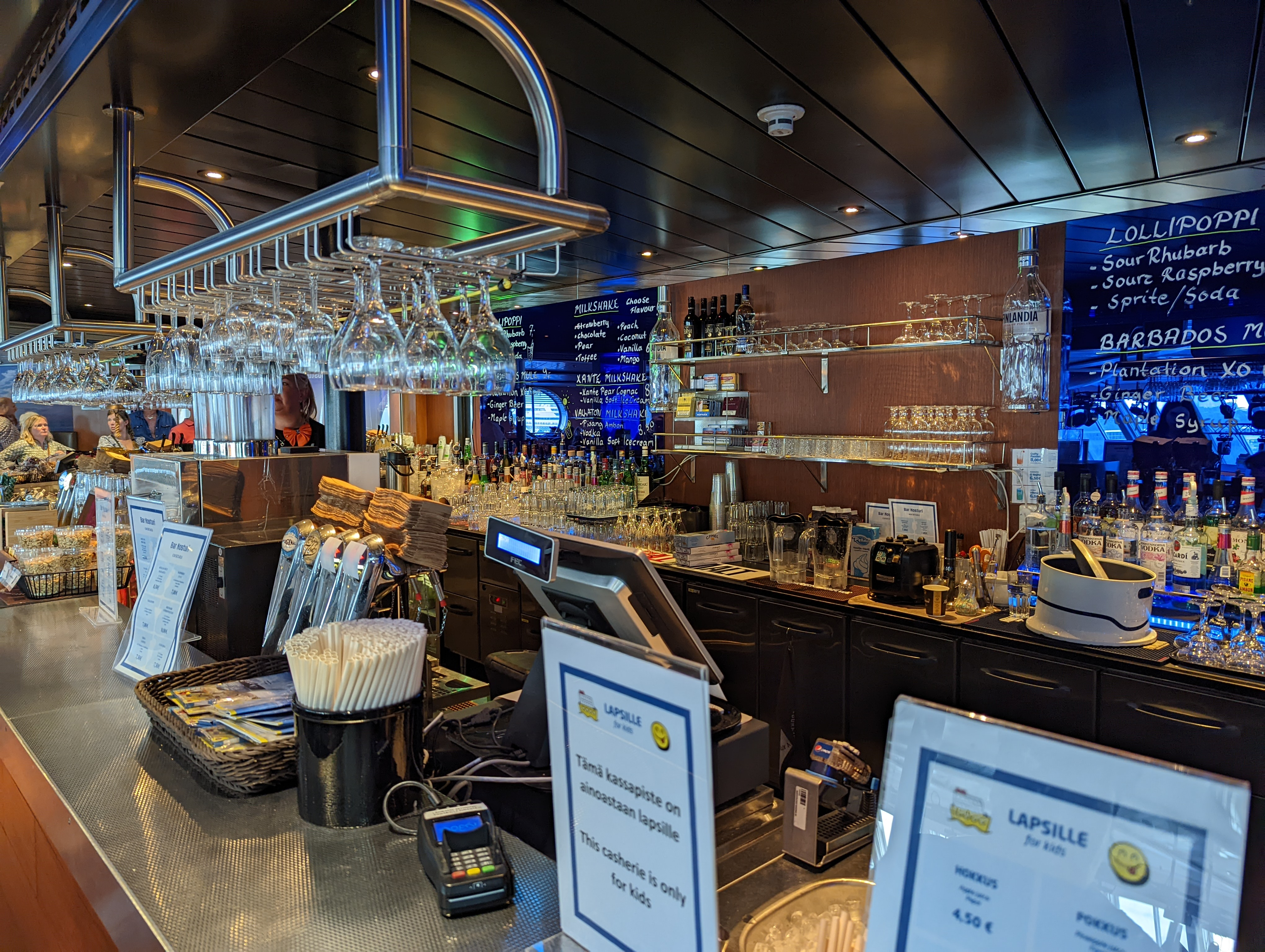
Pub Telakka
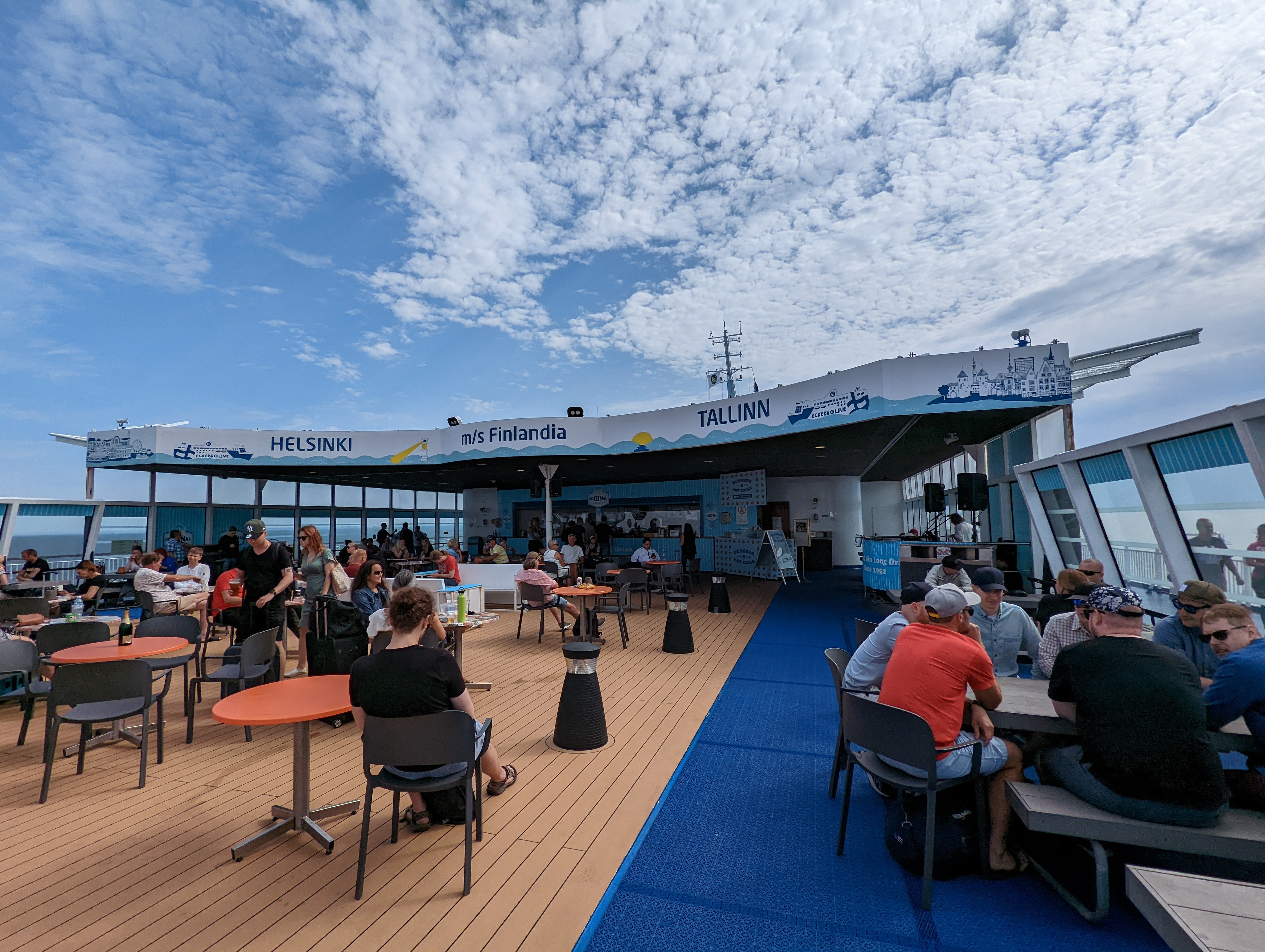
Bar Laituri
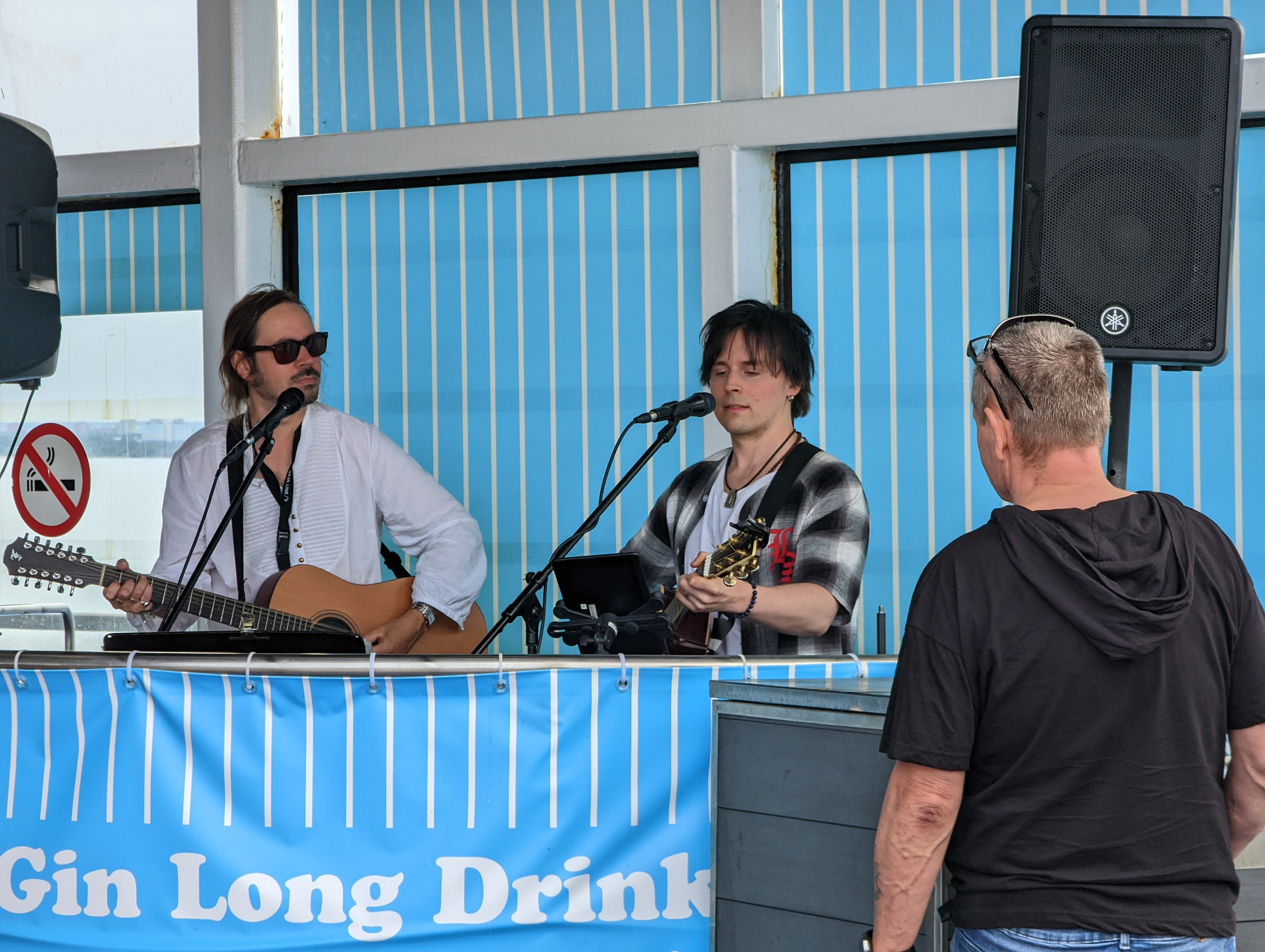
Underhållning på Bar Laituri
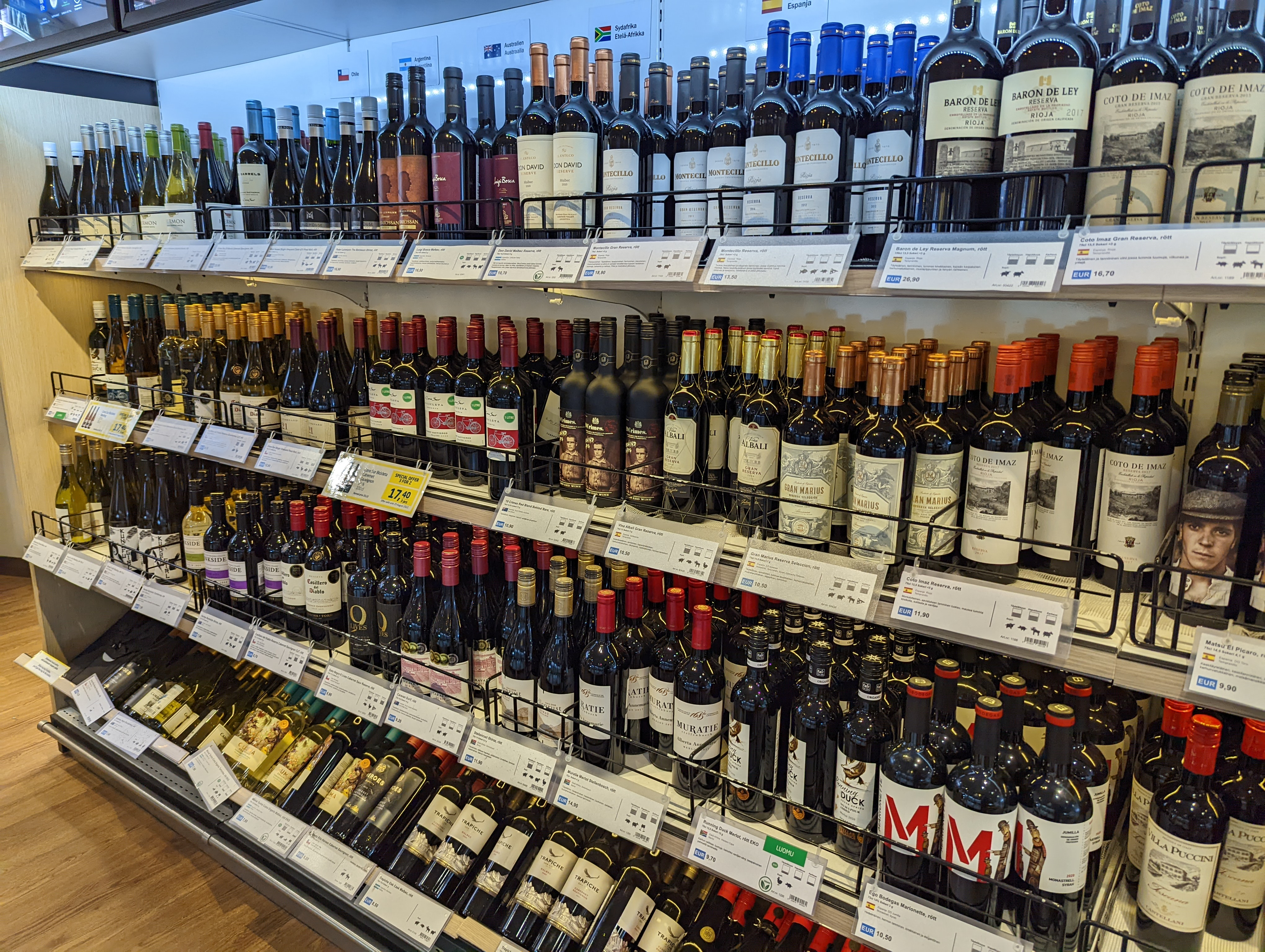
Shopping
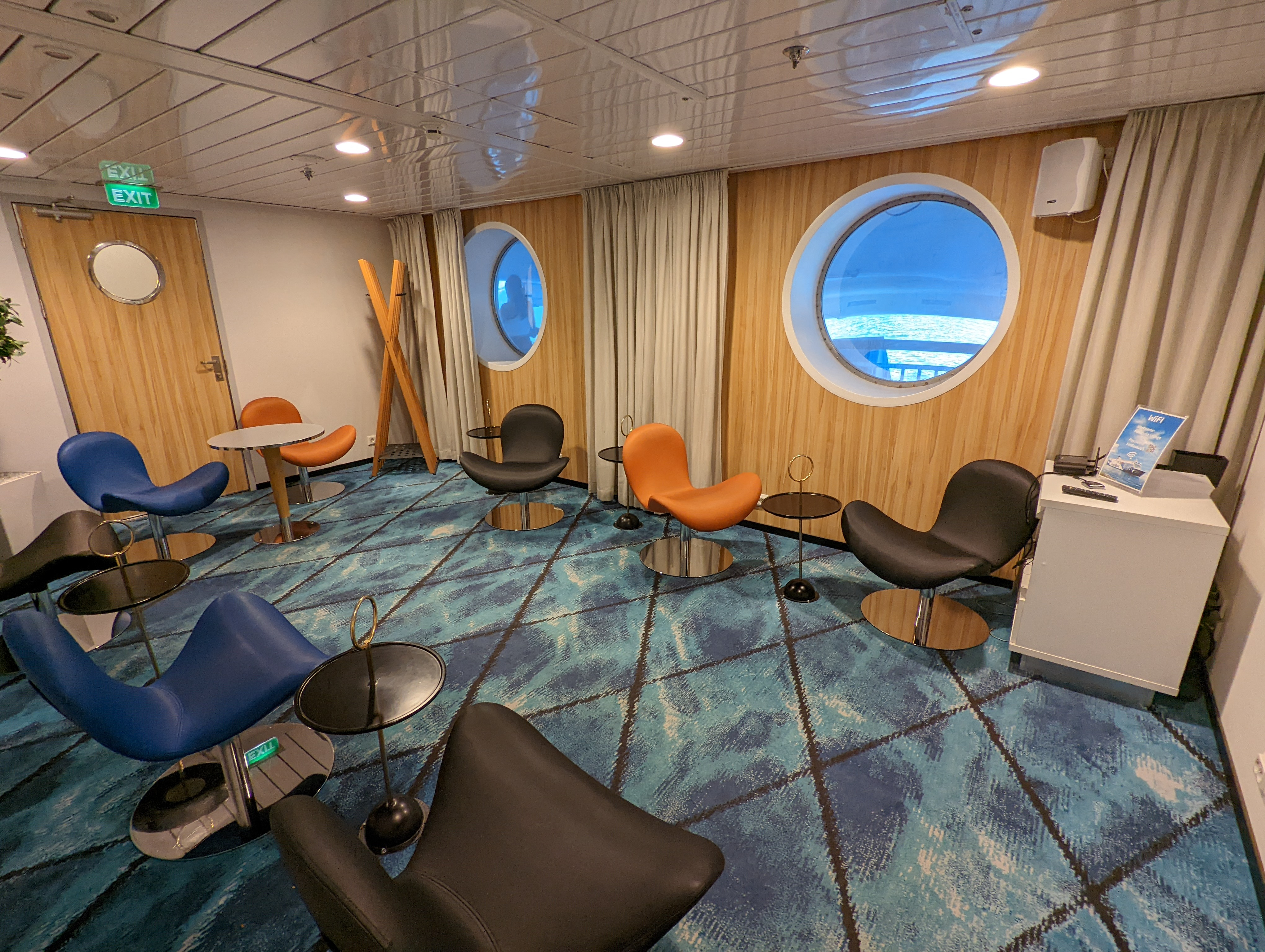
Loungen
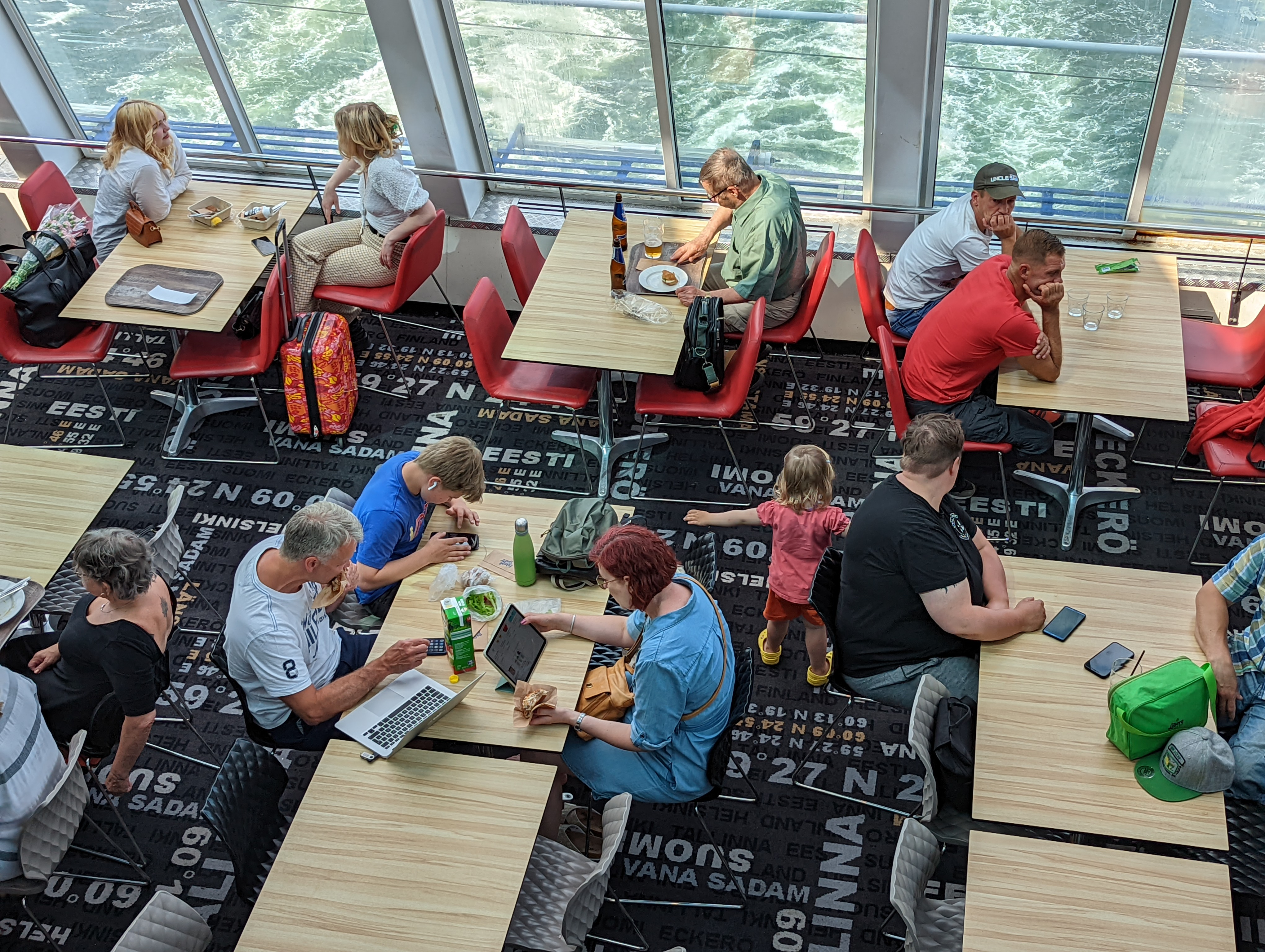
Bistro & Cafeteria Satama
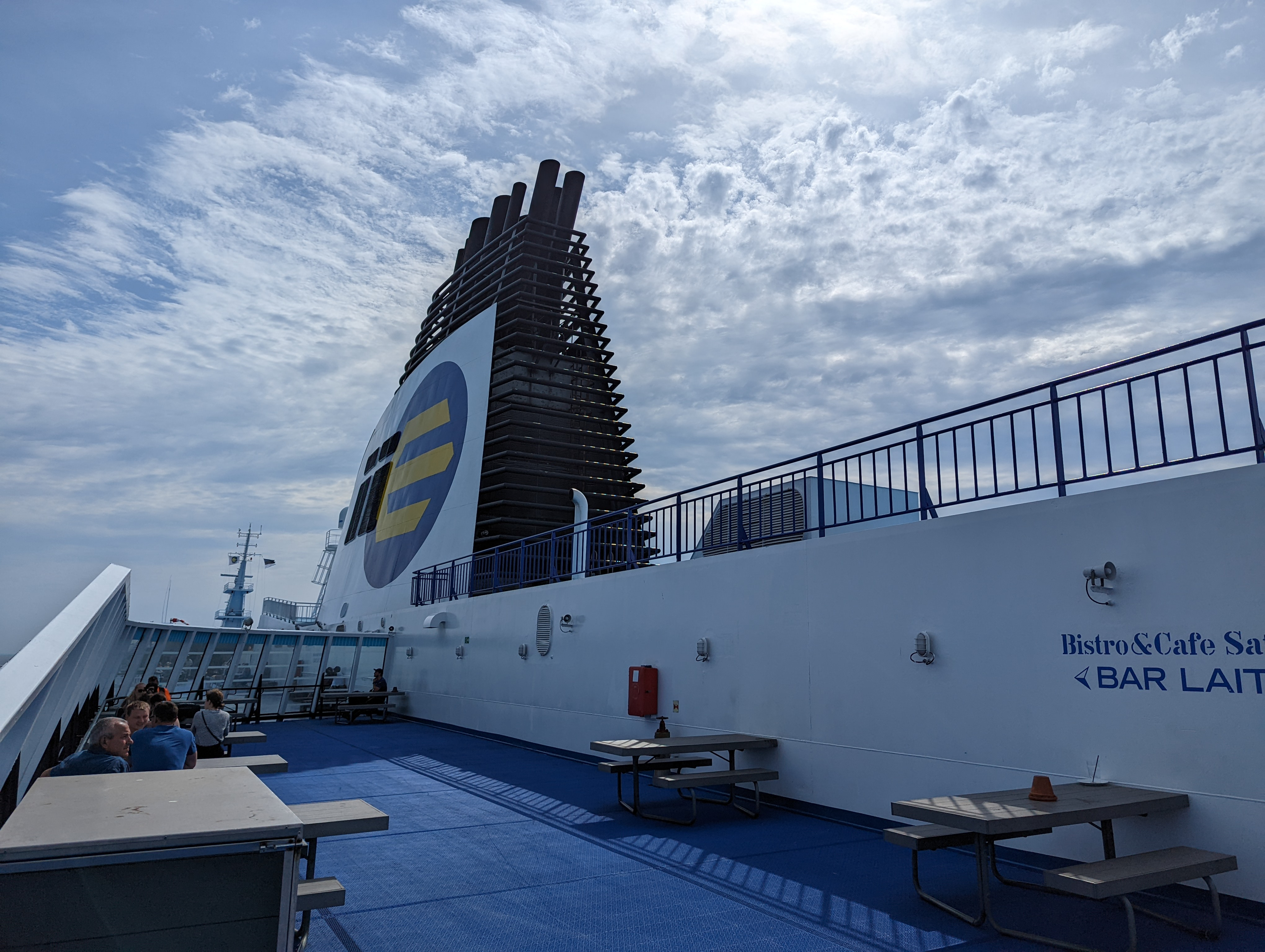
Fartygets yttre däck